# Гетерополярний зв'язок
Ге́терополя́рний зв'язо́к (рос. гетерополярная связь, англ. heteropolar linkage, нім. heteropolarer Kontakt m) — хімічний зв'язок, що супроводжується зміщенням електронної пари до одного із атомів і наступною взаємодією утворених йонів. Найпоширенішим прикладом гетерополярного зв'язку є іонний зв'язок.
Гетерополярний зв'язок може виникати також при взаємодії іона та молекули, в якій виник наведений заряд.